# Lithospermum oaxacanum
Lithospermum oaxacanum là loài thực vật có hoa trong họ Mồ hôi. Loài này được (B.L. Turner) J. Cohen mô tả khoa học đầu tiên năm 2009.